# Aeropuerto de Roma-Urbe
El Aeropuerto de Roma-Urbe es un aeropuerto italiano situado en la ciudad de Roma, Lacio. Fue inaugurado en 1928 con el nombre de Aeropuerto Littorio para usos civiles, con la posibilidad de construir una base para hidroaviones para lo cual se reservó un tramo del río Tíber. El aeropuerto fue durante los años 1930 la base de la compañía de bandera italiana Ala Littoria.
El aeropuerto fue militarizado durante la Segunda Guerra Mundial y bombardeado en el año 1943. El tráfico civil se restableció tras el fin de la guerra en 1947. El incremento de las zonas urbanas en los alrededores del aeropuerto conllevó su cierre al tráfico regular y el traslado de dichas operaciones al Aeropuerto de Roma-Ciampino, situado en el sur de la ciudad.
La utilización del aeropuerto está limitada a las actividades de aviación general, aeroclub, vuelo sin motor, vuelos turísticos y servicios agrícolas e industriales, aerotaxis y emergencias y protección civil. Posee también helipuerto.